# Ismael da Rocha
Ismael da Rocha (Salvador, 11 de maio de 1858 – 2 de abril de 1924) foi um médico brasileiro.
Doutorado pela Faculdade de Medicina da Bahia em 1879, com a tese “Da Contração Muscular, Doutrina das Forças Vivas”. Foi eleito membro da Academia Nacional de Medicina em 1892, ocupando a Cadeira 05, que tem Pedro Afonso Franco como patrono.